# Louis Mermillod
Louis Mermillod (1894, data de morte desconhecida) foi um ciclista de pista suíço. Competiu representando seu país, Suíça, na prova de velocidade nos Jogos Olímpicos de Verão de 1924 em Paris.